# Дівчина в річці: Ціна прощення
«Дівчина в річці: Ціна прощення» (англ. A Girl in the River: The Price of Forgiveness) — американський документальний короткометражний фільм, знятий Шармін Обаід-Чіной. Стрічка є однією з десяти з-поміж 74 заявлених, що увійшли до шортлиста премії «Оскар-2016» у номінації «найкращий документальний короткометражний фільм». Фільм розповідає про 18-річну пакистанку, яка вижила після спроби вбивства честі.

## Визнання
| Нагороди та номінації фільму «Дівчина в річці: Ціна прощення» | Нагороди та номінації фільму «Дівчина в річці: Ціна прощення» | Нагороди та номінації фільму «Дівчина в річці: Ціна прощення» | Нагороди та номінації фільму «Дівчина в річці: Ціна прощення» | Нагороди та номінації фільму «Дівчина в річці: Ціна прощення» | Нагороди та номінації фільму «Дівчина в річці: Ціна прощення» |
| Рік                                                           | Нагорода                                                      | Категорія                                                     | Номінант                                                      | Результат                                                     | Дж                                                            |
| ------------------------------------------------------------- | ------------------------------------------------------------- | ------------------------------------------------------------- | ------------------------------------------------------------- | ------------------------------------------------------------- | ------------------------------------------------------------- |
| 2016                                                          | 88-а церемонія вручення нагороди «Оскар»                      | Найкращий документальний короткометражний фільм               | «Дівчина в річці: Ціна прощення»                              | Перемога                                                      | [ 2 ]                                                         |